# Dog Park Dissidents
Dog Park Dissidents es una banda estadounidense de rock anarco-punk queercore formada en 2017. Las cinco personas que la componen son de Nueva Orleans, Luisiana; Long Island, Nueva York; y Filadelfia, Pensilvania.

## Historia

### 2017-2020: Formación y comienzo de carrera
Dog Park Dissidents fue fundada en 2017 por el vocalista Zac Xeper y el guitarrista Jon Greco en Long Island, Nueva York, donde grabaron la primera canción de la banda, Queer As In Fuck You, para una compilación de samples en contra de Trump. Xeper se mudó a Nueva Orleans desde Long Island entre su grabación y su lanzamiento. Después del éxito viral de este primer sencillo, Xeper y Greco produjeron y lanzaron por su cuenta el EP Sexual and Violent en 2018,  que incluye una versión remasterizada y líricamente alterada de Queer junto a otras tres canciones nuevas.
Xeper y Greco se conocieron a través del fandom furry. Les pareció que el nombre Dog Park Dissidents era «un buen nombre para una banda queer anarco furra» y como referencia al parque para perros prohibido de Welcome to Night Vale.
En 2019, antes del lanzamiento de su segundo EP, High Risk Homosexual Behavior, Dog Park Dissidents dio su primer concierto en vivo en Long Island, Nueva York, junto al baterista Mike Costa y al bajista Joe Bove de The Arrogant Sons of Bitches. Bove también hizo de bajo para High Risk Homosexual Behavior,  y Costa formó parte de la grabación de ACAB For Cutie en 2021.
Dog Park Dissidents tenían previsto ser teloneros de Against me! en marzo de 2020, pero los conciertos se cancelaron debido a la pandemia de COVID-19.

### 2021-2023: Firma con Say-10 Records yThe Pink and Black Album
Junto al lanzamiento de ACAB For Cutie, la banda anunció que habían firmado un contrato con Say-10 Records, y estaban planeando un relanzamiento de sus 3 EP en formato de álbum remezclados por Reade Wolcott de We Are the Union y remasterizados por Jack Shirley.
Más tarde, en 2021, Bove, que residía en Filadelfia, se unió oficialmente a la banda como bajista.
Después de una serie de conciertos en 2022, el baterista de gira Zeke Xander y el guitarrista de gira Skylar Stravinsky se unieron oficialmente a la banda como miembros permanentes, elevando el total de miembros de la banda que residían en Nueva Orleans a tres. Xander, miembro de la comunidad de Puppy Play, inspirado por la canción Good Boy de la banda, había seguido previamente a Dog Park Dissidents de gira. En tan solo un día pasó de ser solo un fan a ser su director de escenario. En su segunda gira se unió como baterista.
Los orígenes de la banda en el fandom furry provocó que muchas personas pertenecientes al mismo se hicieran sus seguidores durante esta gira. Como parte de la misma, la banda tocó en la convención Furrydelphia.
En septiembre de 2022 la banda ganó notoriedad tras un espectáculo cancelado por la policía debido a problemas de permisos, en el que iban a tocar al aire libre con Pansy Division. Xander, actuando como coordinador del evento, alegó que el espectáculo de Southern Decadence, un evento anual para la comunidad LGBTQ+ de seis días de duración, se interrumpió justo cuando Dog Park Dissidents debía comenzar a tocar, después de que el oficial de policía de Nueva Orleans los amenazara a ellos y a Xeper con arrestarlos. Como consecuencia de esto, la banda presentó una demanda contra el recinto en el que tuvo lugar el espectáculo al aire libre.
El disco remasterizado de la banda se lanzó en vinilo y de forma digital en 2023 con el título The Pink and Black Album.

## Estilo musical
Los críticos han descrito a Dog Park Dissidents como «angry punk rock queer» con influencias glam. Xeper describe el estilo musical de la banda como música que combina diferentes estilos explicando que «les gusta mantener las cosas dentro del ámbito del punk rock pero mezclar cualquier otra cosa que les parezca correcta... la mezcla de géneros es una forma inherentemente queer de hacer música».
Los temas líricos de la banda son a menudo políticos y están escritos desde una perspectiva anarquista queer. Han escrito canciones basadas en el ensayo del Black Orchid Collective, Queer Liberation is Class Struggle, y sus letras hablan de la intersección entre la liberación queer y el anticapitalismo, la pérdida de espacios queer debido a la gentrificación, la crisis climática, sentirse alienado de las políticas identitarias liberales y la crítica de las medidas de progreso social basadas en derechos.

## Miembros de la banda
Miembros actuales
- Zac Xeper – voz principal (2017-presente)
- Jon Greco – guitarra, voz (2017-presente)
- Joe Bove – bajo (2021-presente)
- Zeke Xander – batería (2022-presente)
- Skylar Stravinsky – guitarra (2022-presente)

## Discografía
Álbumes
- «The Pink and Black Album» (2023) – Say-10 Records
- «Sexual and Violent» (2018) – Autoeditado en Nerd Cave Recordings
- «High Risk Homosexual Behavior» (2019) – Autoeditado en Nerd Cave Recordings
- «ACAB for Cutie» (2021) – Autoeditado en Nerd Cave Recordings

Sencillos
- «Queer as in Fuck You» (2017) – Autoeditado
- «Toxic» (2019) – Autoeditado como sencillo a través de Bandcamp; parte de «High Risk Homosexual Behavior» en plataformas de streaming
- «Gift Wrap» (2022) – Say-10 Records

Recopilaciones
- «Never Erased (2022)» – Say-10 Records junto a «S*xual»
- «Host» (2020) de «High Risk Homosexual Behavior»